# Каскејд-Чипита Парк (Колорадо)
Каскејд-Чипита Парк (енгл. Cascade-Chipita Park) насељено је место без административног статуса у америчкој савезној држави Колорадо.

## Демографија
По попису из 2010. године број становника је 1.655, што је 54 (-3,2%) становника мање него 2000. године.
| Група             | 2000.         | 2010.         |
| Белци             | 1.605 (93,9%) | 1.509 (91,2%) |
| Афроамериканци    | 10 (0,6%)     | 20 (1,2%)     |
| Азијати           | 8 (0,5%)      | 11 (0,7%)     |
| Хиспаноамериканци | 51 (3,0%)     | 85 (5,1%)     |
| Укупно            | 1.709         | 1.655         |